# Суверенисты
«Суверенисты» (кат. и исп. Sobiranistes) — левая, республиканская и суверенистская каталонская политическая организация, образованная как политическая платформа в 2018 году, отколовшейся от левого альянса Catalunya en Comú-Podem (CatComú, связанной с общеиспанской партией Подемос и коалицией вокруг неё) группой во главе с Жоаном Жозепом Нуэтом и Элисендой Аламани, депутатами каталонского парламента. В 2019 году преобразована в партию. Первоначально организацию возглавляла филолог и политик Элисенда Аламани, вскоре создавшая свою партию. После неё организацией стал руководить коммунист Жоан Жозеп Нуэт.
При поддержке «Коммунистов Каталонии» «Суверенисты» достигли коалиционного соглашения с Левыми республиканцами Каталонии и вместе приняли участие в выборах 2019 года, получив представительство в Конгрессе депутатов (Жоан Жозеп Нуэт) и в Сенате (Аделина Эсканделл).

## История
23 октября 2018 года в Барселоне было объявлено о создании политической платформы «Суверенисты» во главе с депутатами от CatComú Элисендой Аламани и Жоаном Жозепом Нуэтом, тогда генеральным секретарём «Коммунистов Каталонии». Создатели платформы были недовольны предполагаемым дрейфом CatComú в сторону «пороков традиционных партий» и ролью, которую экосоциалисты из «Зелёная инициатива для Каталонии» играют в альянсе. В частности, они обвиняли окружение лидера CatComú Аду Колау в том, что она «отказалась от суверенитета» и в демонтаже команды Ксавьера Доменека после того, как последний ушёл в отставку с поста регионального генерального секретаря «Подемос». Кроме того, Нуэт упрекнул Галу Пин в личных дисквалификациях, в то время как Аламани заявила, что возьмёт на себя последствия создания платформы.
Руководство CatComú раскритиковало Аламани за отсутствие прозрачности, а несколько членов партии, такие как Гала Пин и Жауме Асенс, обвинили её и Нуэта в том, что создание платформы осуществляется вразрез с внутрипартийными процедурами..
«Суверенисты» зарегистрировалась как политическая партия 21 февраля 2019 года, после того как Аламани и Нуэт официально покинули CatComú.
Проведя коалиционные переговоры с Республиканской левой Каталонии (ERC) перед выборами в апреле 2019 года и после дебатов в центральном комитете «Коммунистов Каталонии» «Суверенисты» заключили с левыми республиканцами передвыборный союз, который был официально оформлен в марте под названием ERC—«Суверенисты», с соглашением, предусматривающим, что суверенисты выдвигают своих кандидатов в списке ERC для Барселоны. Альянс был сохранён и на выборах в ноябре 2019 года.
11 марта 2019 года Элисенда Аламани рассталась с «Суверенистами», зарегистрировав свою политическую партию, названную «Нова», достигнув соглашения с ERC о поддержке Эрнеста Марагаля, баллотировавшегося в мае 2019 года на пост мэра Барселоны.
Во время пандемии COVID-19 суверенисты несколько раз нарушали групповую дисциплину ERC, воздерживаясь, а не выступая против при голосовании за отсрочку «состояния тревоги» (низшяя из трёх степеней чрезвычайного положения).
9 апреля 2021 года Верховный суд Испании лишил Нуэта на восемь месяцев права занимать государственные должности за серьёзное неповиновение. После того, как Нуэт был дисквалифицирован, «Суверенисты» оставил Аделину Эсканделл в Сенате.

## Электоральная история
| Выборы в Генеральные кортесы |                                 |                                 |                                 |          |          |         |       |                 |                            |
| Выборы                       | Конгресс                        | Конгресс                        | Конгресс                        | Конгресс | Конгресс | Сенат   | Сенат | Лидер списка    | Прим.                      |
| Выборы                       | Голоса                          | %                               | #                               | Места    | +/–      | Места   | +/–   | Лидер списка    | Прим.                      |
| Апрель 2019                  | В рамках списка ERC—Суверенисты | В рамках списка ERC—Суверенисты | В рамках списка ERC—Суверенисты | 1 из 47  | 1        | 0 из 24 | 0     | Ориол Жункерас  | Роспуск и досрочные выборы |
| Ноябрь 2019                  | В рамках списка ERC—Суверенисты | В рамках списка ERC—Суверенисты | В рамках списка ERC—Суверенисты | 1 из 47  | 0        | 1 из 24 | 0     | Габриэль Руфиан | Оппозиция                  |

Места указаны от количества мест, выделенных Каталонии.